# Liste von Flurdenkmälern in Buxheim

Wappen von Buxheim

Lage der Gemeinde Buxheim im Landkreis Unterallgäu

Die Liste von Flurdenkmälern in Buxheim bietet eine Übersicht über Flurdenkmäler (Flurkreuze, Bildstöcke, Grenzsteine, Marterln) in der Gemeinde Buxheim sowie im Ortsteil Westerhart. Zusätzlich sind die Flurdenkmäler laut der Denkmalliste des Bayerischen Landesamtes für Denkmalpflege mit Stand von August 2014 aufgeführt. Darüber hinaus sind weitere Flurdenkmäler (Gedenksteine, Unfallkreuze usw.) jedoch ohne Anspruch auf Vollständigkeit, enthalten.

## Hinweise zu den Angaben in der Tabelle
- In der Spalte Standort ist der Name des Ortes, Weilers usw., sowie die Straße oder die Richtung vom jeweiligen Ortsteil aus gesehen genannt, in dem oder in dessen Nähe sich das Flurdenkmal befindet.
- In der Spalte Bezeichnung ist die Art des Denkmals genannt, z. B. Flurkreuz, Bildstock usw.
- In der Spalte Entstehungszeit ist das Baujahr oder der Zeitraum der Entstehung des Flurdenkmals genannt.
- In der Spalte Denkmalnummer ist die Denkmalnummer des Bayerischen Landesamts für Denkmalpflege angegeben, sofern das Flurdenkmal unter Denkmalschutz steht.
- In der Spalte  kann der geografische Standort auf verschiedenen Karten per Klick auf das Icon angezeigt werden.
- In der Spalte Zusätzliche Informationen/Inschriften sind weitere Details oder in Anführungszeichen die originale Inschrift auf dem Flurdenkmal angegeben.

Bis auf die Spalte Bild sind alle Spalten sortierbar.

## Flurdenkmäler
| Standort                                  | Bezeichnung                          | Entstehungszeit          | Denkmalnummer |                     | Zusätzliche Informationen/Inschriften | Bild |
| ----------------------------------------- | ------------------------------------ | ------------------------ | ------------- | ------------------- | --- | ---- |
| Ecke Stadtweg / Rudolf-Diesel-Straße      | Wegkreuz                             |                          |               | 47.994547 10.143742 | Das Wegkreuz wurde anlässlich der Volksmission in Buxheim, 1922, errichtet. Es befand sich ehemals an der Außenwand der Kirche St. Peter und Paul und wurde seitdem mehrfach versetzt, zuletzt 1982/1983. |      |
| Stadtweg                                  | Feldkreuz                            | 1879–1880                |               | 47.99676 10.138876  | Das im 19. Jahrhundert errichtete Flurkreuz trägt die Inschrift Im Kreuz ist Heil. |      |
| An der Kartause                           | Christophorus                        |                          |               | 47.999239 10.135465 | Die von Schülern der Holzschnitzerschule in Garmisch-Partenkirchen geschaffene Figur wurde an dieser Stelle am 3. Juni 2006 eingeweiht. |      |
| Egelseer Straße                           | Feldkreuz                            | 1880–1890                |               | 48.003591 10.138083 | Das über 4 Meter hohe Metallkreuz mit farbig gefasstem Korpus steht auf einem Steinsockel. |      |
| Oberer Scheideweg 12                      | Feldkreuz                            | 1870                     |               | 48.000475 10.138064 | Das Feldkreuz besteht aus einem Metallkreuz mit Korpus. Es steht auf einem Steinsockel mit Inschrift. |      |
| Oberer Scheideweg 51                      | Feldkreuz                            |                          |               | 48.000706 10.144656 | Holzkreuz mit Korpus aus Metall, welcher 1950 gefertigt wurde. |      |
| An der Kartause 5                         | Portikus und abgegangene Mariensäule |                          |               | 47.999002 10.133955 | Der Portikus trägt das Wappen der Reichskartause Buxheim umgeben von den römischen Jahreszahlen MCCCCII (1402) und MDCCCIII (1803). |      |
| Friedhof                                  | Grabkreuz                            |                          |               | 48.00353 10.134082  | Das Kreuz markiert auf dem Friedhof das Priestergrab. Es wurde 1984 an diese Stelle versetzt. |      |
| Friedhof                                  | Friedhofskapelle                     | 17. Jahrhundert          | D-7-78-123-6  | 48.00365 10.134278  | Die Friedhofskapelle aus dem 18. Jahrhundert ist mit einem Satteldach gedeckt und besitzt eine korbbogige Öffnung. Im Inneren befindet sich ein Korpus mit der Darstellung des Leichnams Christi. Darüber ist eine Schutzmatelmadonne aufgestellt. Die Figuren stammen vermutlich aus dem 20. Jahrhundert. |      |
| Friedhof, Aussegnungshalle                | Gemälde                              |                          |               | 48.003488 10.134026 | Gemälde von Priester P. Johannes Menth (1931–2001). |      |
| Friedhof                                  | Feldkreuz                            |                          |               | 48.00356 10.133897  | Inmitten des Friedhofgeländes befindet sich das Feldkreuz bestehend aus einem hohen Steinsockel mit Metallkreuz und Korpus. |      |
| Feldweg beim Reutenbach                   | Feldkreuz                            | 1993                     |               | 48.006067 10.129225 | Das Holzkreuz, auf einem niederen Steinsockel, wurde am 20. Mai 1993 eingeweiht. |      |
| Schmiedberg 11                            | Kreuzigungsgruppe                    | 18. Jahrhundert          | D-7-78-123-7  | 48.000939 10.133922 | Der Korpus des Kruzifix stammt vermutlich aus dem 15. Jahrhundert, die beiden Assistenzfiguren Maria und Johannes aus dem 18. Jahrhundert und wurden vermutlich von Johann Baptist Hops geschaffen. |      |
| Kirchberg                                 | Kriegerdenkmal                       | 1920                     |               | 47.999746 10.133203 | Das Denkmal wurde 1920 errichtet und erinnert an die Gefallenen der beiden Weltkriege. Es trägt die Inschrift Unseren Gefallenen und Vermissten 1914 1918 und 1939 1945 zum Gedenken – Gemeinde Buxheim. |      |
| Kirchhof                                  | Ölberg                               |                          |               | 47.999601 10.13301  | Bis 1954 befand sich an dieser Stelle eine Ölbergszene. Es besteht nur noch eine zugemauerte Nische. |      |
| Buxacher Straße 5                         | Bildstock                            | 17. Jahrhundert          | D-7-78-123-10 | 47.993716 10.136856 | Evangelistensäule. Die Gemälde wurden 1684 von Johann Friedrich Sichelbein geschaffen, jedoch Anfang der 2010er Jahre grundlegend übermalt. |      |
| Schenkgartenweg / Wiesenstraße            | Bildstock                            |                          |               | 48.001879 10.129129 | Kleines Gebäude mit Satteldach und vergitterter Tür, dahinter Holzkruzifix mit Korpus. Ehemals vorhandene Assistenzfiguren wurden gestohlen. |      |
| Hauptstraße 31                            | Flurkreuz                            |                          |               | 47.99942 10.131709  | Holzkreuz mit Korpus aus Metall, vermutlich aus dem 19. Jahrhundert. |      |
| Aumühle                                   | Bildstock                            | 17. oder 18. Jahrhundert |               | 48.012431 10.136589 | Figur des Christus an der Geißelsäule in einer kleinen Kapelle mit Satteldach und Gittertüre. |      |
| Illerstraße                               | Wegkapelle                           | 18. Jahrhundert          | D-7-78-123-8  | 47.994844 10.127405 | Quadratischer Bau mit Zeltdach und profiliertem Traufgesims |      |
| Klingelstraße 13                          | Wegkreuz                             |                          |               | 47.994126 10.124621 | Das Wegkreuz ist aus Holz gefertigt und trägt keinen Korpus. Im Jahr 2014 befand sich an dieser Stelle bereits das dritte Kreuz seit dem Zweiten Weltkrieg. |      |
| Klingelstraße                             | Feldkreuz                            | 2000                     |               | 47.986746 10.119193 | Das Feldkreuz wurde am 8. Mai 2002 eingeweiht. Es besteht aus einem Holzkreuz auf Steinsockel mit Kunststoffkorpus. Es trägt die Inschrift Gott segne unsere Fluren 12.2000. |      |
| Schmiedeberg 5                            | Hausskulptur                         | 17. Jahrhundert          |               | 48.001054 10.132678 | Hausskulptur des St. Georg. Oberhalb der Eingangstüre befindet sich eine Kopie. |      |
| Kirchplatz                                | Skulptur                             |                          |               | 48.000771 10.134691 | Skulptur des heiligen Hieronymus Aemiliani. |      |
| Schillerstraße 13                         | Wandbild                             | 1962                     |               | 48.002311 10.132344 | Das Gemälde wurde von Walter Roos 1962 geschaffen. Es stellt den heiligen Martin dar. |      |
| Pappelallee                               | Bildstock                            | 1965                     |               | 47.998682 10.135418 | Der Bildstock aus Holz befindet sich auf dem Gelände des alten Kindergartens und wurde am 24. September 1966 eingeweiht. |      |
| Hauptstraße 39                            | Tafel                                |                          |               | 48.000488 10.131639 | Blechtafel mit der Darstellung des heiligen Ignatius. |      |
| Ziegelstadelweg                           | Holzfigur                            |                          |               | 47.991482 10.131639 | Kartäusermönch der aus dem Stamm einer Ulme geschnitzt wurde. Die Figur wurde 2007 aufgestellt und am 25. Mai 2007 eingeweiht. |      |
| Buxheimer Wald                            | Waldkreuz                            | 1993                     |               | 47.978369 10.119333 | Das Kreuz ist aus Holz gefertigt und trägt keinen Korpus. In der Mitte des Kreuzes ist eine Christusmonogramm angebracht. Am niederen Steinsockel des Kreuzes ist ein weiteres, kleines, Metallkreuz mit Christusbild aufgesetzt. |      |
| Schmiedeberg                              | Wandbild                             | 1974                     |               | 48.000777 10.133757 | Das Gemälde auf der Nordseite des Gebäudes wurde 1974 vom Maler Erich Marschner (1911–1983) geschaffen. Es zeigt in moderner Darstellung die Geschichte Buxheims dar. |      |
| Wiesenstraße 7                            | Wandbild                             | 1966                     |               | 47.999583 10.130101 | Das Wandbild in der Schule von Buxheim wurde 1966 von Erich Schickling (1924–2012) geschaffen und stellt ebenfalls Szenen aus der Geschichte Buxheims dar. |      |
| Ziegelstadelweg 7                         | Symbol                               |                          |               | 47.991437 10.13302  | Im Staffelgiebel des Hauses befindet sich auf einer Metallplatte das Symbol des Kartäuser Ordens. Es zeigt ein Kreuz auf einer Weltkugel. Darüber befinden sich sieben Sterne und darunter ein Spruchband mit der lateinischen Inschrift Stat crux, dum volvitur orbis. |      |
| Westerhart                                | Kapelle                              | 19. Jahrhundert          | D-7-78-123-12 | 47.964726 10.118612 | Die Kapelle wurde vermutlich im 18. oder 19. Jahrhundert errichtet. Nach einem Brand des benachbarten Anwesens 1924 wurde die Kapelle abgebrochen und an neuer Stelle identisch wieder errichtet. |      |
| Westerhart                                | Bildstock                            | 21. Jahrhundert          |               | 47.965356 10.11961  | Der Bildstock ist meinem Satteldach gedeckt und enthält in der Mittelnische ein Hinterglasbild mit der Darstellung des Erzengels Michael. Unterhalb der Mittelnische ist die lateinische Inschrift VIVAT CRESCAT FLOREAT angebracht. An den beiden Seiten ist jeweils eine Inschriftentafel mit folgender Inschrift angebracht: An dieser Stelle im Gutshof stand die Westerharter Kapelle 1789 – 1927. Auf der anderen Seite ist die Inschrift Errichtet von: Martin Schwermann, Rainer Fuhrmann, Dirk Grube / Geweiht von Abt Paulus (Weigele) Basilika Ottobeuren am 1. Mai 2007 zu lesen. |      |
| Westerhart                                | Feldkreuz                            |                          |               | 47.966211 10.120358 | Metallkreuz mit Korpus auf einem Steinsockel. |      |
| Westerhart                                | Feldkreuz                            | 19. Jahrhundert          |               | 47.966154 10.120023 | Das Kreuz, bestehend aus einem Metallkreuz mit Korpus auf Steinsockel, wurde vermutlich um die Zeit 1880 bis 1890 errichtet. |      |
| Westerhart 2/8                            | Feldkreuz                            | 1855                     |               | 47.965619 10.137585 | Das Kreuz besteht aus einem Steinsockel mit Schmucknische, darauf ein Metallkreuz mit Korpus. Der Steinsockel trägt die Inschrift FJR 1855. FJR steht dabei für Franz Josef Ruf, dem Inhaber des Hofes im 19. Jahrhundert. |      |
| Flößerweg 2                               | Hausanschrift                        |                          |               | 47.997482 10.130428 | Oberhalb des Hoftores befindet sich die Inschrift 1733 „Jtzt is so“ 1960 |      |
| Am Weiherhaus                             | Denkmal                              | 1912                     |               | 47.993583 10.135988 | Das Denkmal wurde 1912 errichtet. Auf einer nicht mehr am Denkmal befindlichen Bronzeplatte befand sich die Inschrift Friedrich Carl Graf Waldbott von Bassenheim 1779–1830. Auf dem Sockel des Denkmales ist die weitere Inschrift Dem Andenken seines Urgroßvaters des Schöpfers dieser Anlagen, errichtet im Jahre 1912 von Ludwig Graf Waldbott von Bassenheim. Das Denkmal befindet sich in einem sehr schlechten Zustand. |      |
| Kirchenweg                                | Gedenkstein                          | 1992                     |               | 48.000353 10.134566 | Der Gedenkstein erinnert an die Deutsche Wiedervereinigung und wurde am 3. Oktober 1992 enthüllt. |      |
| Feldweg in der Nähe der Iller und Aumühle | Waldkreuz                            |                          |               | 48.006767 10.126568 | |      |